# NGC 3307
NGC 3307 is een balkspiraalstelsel in het sterrenbeeld Waterslang. Het hemelobject werd op 22 maart 1836 ontdekt door de Britse astronoom John Herschel.

## Synoniemen
- ESO 501-31
- MCG -4-25-29
- PGC 31430